# Impara a conoscere il tuo coniglio
Impara a conoscere il tuo coniglio (Get to Know Your Rabbit) è un film del 1972 diretto da Brian De Palma.

## Trama
Il giovane manager Donald Beeman, stufo della vita frenetica, lascia il suo lavoro e prende la strada di mago danzante sotto la guida del signor Delasandro, mentre il suo ex capo Turnbull lo insegue cercando di convincerlo a tornare alla vecchia vita. Quando Donald creerà una delle più grandi società di spettacolo al mondo si accorgerà di essere tornato al punto di partenza, quando cioè si era stufato della vita frenetica.

## Distribuzione
In Italia il film non è stato distribuito nelle sale ed è stato trasmesso in prima visione il 15 aprile 1987 su Rete 4.